# Malcolm Lowry
Malcolm Lowry (Birkenhead, 28 luglio 1909 – Ripe, 27 giugno 1957) è stato uno scrittore britannico, noto per il romanzo Sotto il vulcano (1947).

## Biografia
Nato da Arthur ed Emily Lowry, aveva tre fratelli. Studiò alla Caldicote School di Hertfordshire e alla Leys School di Cambridge. Fu allievo di Ernest Edward Kellett e si iscrisse poi all'Università di Cambridge, ma la lasciò (si laureò comunque nel 1931) per andarsene per mare. Ad Oslo incontrò il poeta Nordahl Grieg, da cui prese ispirazione per Ultramarine. Sui viaggi per nave verso oriente, l'amico Conrad Aiken ne farà un ritratto nascondendolo dietro il nome Hambro nella propria autobiografia (Ushant, 1952). Viaggiò anche in Spagna e in Francia. Nel 1934 sposò a Parigi la scrittrice Jan Gabrial, con la quale visse in Messico e negli Stati Uniti, ma presto divorziarono. Di lei scriverà nell'autobiografico Under the Volcano.
D'altra parte quasi tutte le opere dello stesso Lowry sono autobiografiche, a cominciare proprio da Sotto il vulcano. Pubblicato nel 1947 (e, nella versione ritrovata del 1940, nel 1994), Lowry spese la maggior parte degli anni che seguirono la pubblicazione della sua opera maggiore bevendo sempre molto (con gli alcolici iniziò a 14 anni) e progettando un ciclo di romanzi legati a Sotto il vulcano che avrebbe voluto intitolare The Voyage That Never Ends.
Visse dal 1940 al 1954 a Dollarton, nell'area nord di Vancouver, nel Canada, dopo essersi sposato con l'attrice Margerie Bonner (1905-98). Tra le altre opere di Lowry: "Ascoltaci Signore" (Hear us o Lord from heaven thy dwelling place, 1963), "Caustico lunare" (Lunar caustic, 1963), "Scuro come la tomba dove giace il mio amico" (Dark as the grave where in my friend is laid, 1968), oltre a diverse poesie poi pubblicate a cura della vedova.
Tornò in Europa nel 1954 e viaggiò anche in Italia. I suoi disturbi mentali, accentuati dall'abuso di alcool, influenzarono molto la sua carriera di scrittore. Passò molto tempo in ospedali e morì nel Sussex nel 1957, per un'intossicazione causata da un mix letale di barbiturici e alcol.

## Opere
- Ultramarine (1933), trad. di Valerio Riva, Ultramarina Milano: Feltrinelli, 1963
- Under the Volcano (1947, 1994), trad. Sotto il vulcano, di Giorgio Monicelli, Milano: Feltrinelli, 1961; trad. Marco Rossari, Milano: Feltrinelli, 2018
- Hear Us O Lord from Heaven Thy Dwelling Place (1961), trad. di Attilio Veraldi, Ascoltaci, Signore, Milano: Feltrinelli, 1969
- Selected Poems of Malcolm Lowry, a cura di Earle Birney, 1962
- Selected Letters, a cura di Harvey Breit e Margerie Bonner Lowry, 1967
- Lunar Caustic, a cura di Earle Birney e Margerie Lowry, 1968, trad. di Vincenzo Mantovani, Caustico lunare, Milano: Mondadori, 1973
- Dark as the Grave wherein my Friend is Laid, a cura di Douglas Day e Margerie Lowry, 1968, trad. di A. Veraldi, Buio come la tomba dove giace il mio amico, Milano: Mondadori, 1971
- October Ferry to Gabriola, a cura di Margerie Lowry, 1970, trad. di Vincenzo Mantovani, Il traghetto per Gabriola, Milano: Mondadori, 1974
- L'urlo del mare e il buio, a cura di Francesco Vizioli, Parma: Guanda, 1972
- Vegliafantasmi, trad. di Edoardo Nesi, presentazione di Eraldo Affinati, Roma-Napoli: Theoria, 1990
- The Collected Poetry, a cura di Kathleen Scherf, 1992
- La Mordida, a cura di Patrick A. McCarthy, 1996
- Sursum Corda!: The Collected Letters, 2 voll., a cura di Sherrill E. Grace, 1995-1996
- Malcolm Lowry: salmi e canti, a cura di Margerie Lowry, trad. di Bruno Amato e V. Mantovani, Milano: Feltrinelli, 2004 [saggi sparsi e testimonianze altrui]
- The Voyage That Never Ends: Fictions, Poems, Fragments, Letters, miscellanea a cura di Michael Hofmann, 2007
- Verso il Mar Bianco, In Ballast to the White Sea, trad. di Marco Rossari, pubblicato solo nel 2014. Si tratta di una bozza di un manoscritto di mille pagine, creduta persa nel incendio della stessa baracca nella quale per poco veniva distrutta la copia di Sotto il volcano.

## Adattamenti cinematografici
- Sotto il vulcano, di John Huston (1984)